# ヴィキング・エッゲリング

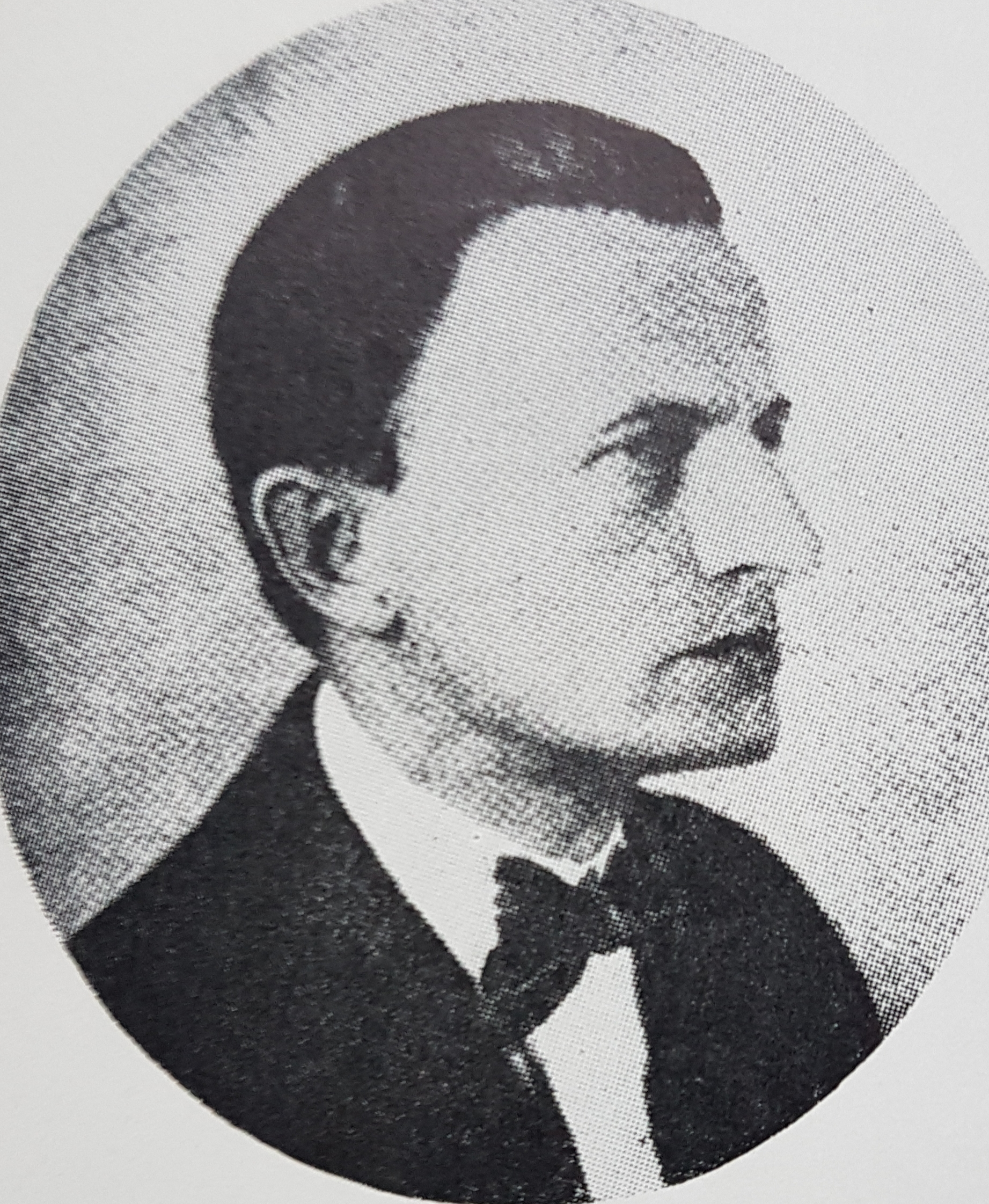
1925年のエッゲリング

ヴィキング・エッゲリング（Viking Eggeling, 1880年10月21日ルンド - 1925年5月19日ベルリン）は、スウェーデンの芸術家、映画作家。彼の作品は絶対映画、視覚音楽などと称され、実験映画の分野に多大な影響を残した。

## 経歴

### 生
エッゲリングは1880年10月21日にルンドで生まれた。

### 初期

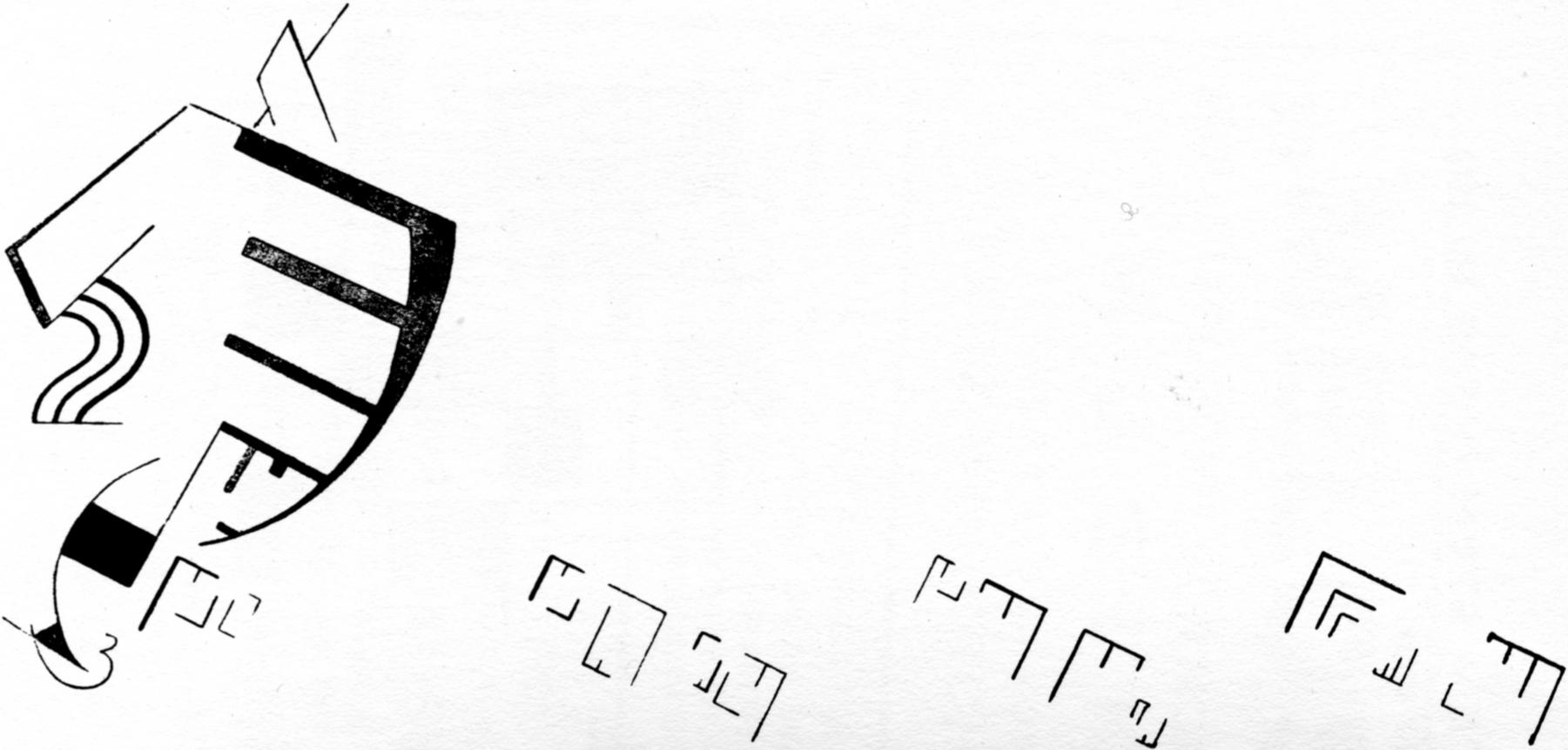
1921年の作品

孤児だったエッゲリングは、16歳のときに芸術家としての道を進むためにドイツに移住した。1901年から1907年までミラノで美術史を学び、その間簿記係として生計を立てた。1907年から1911年まで、スイスのツオースにある高等アルピネ高校/エンギアディーナ学院（現在のツオース・アルピヌム高校）で美術を教えた。1911年から1915年までパリに住み、モディリアーニ、ハンス・アルプ、レオポルド・シュルヴァージュなど当時の芸術家と親交を深めた。 この時点ではキュビズムのみに影響を受けていたが、のちにシュルヴァージュの「色彩のリズム」の影響を受け、巻物、または彼が「ピクチャーロール」と呼んでいたものにスケッチを描き始め、後に抽象映画『水平垂直メッセ』（現在は紛失）や『対角線交響曲』を制作した。

### チューリッヒでの生活とダダ
1918年にチューリッヒでハンス・アルプと再会し、ダダの活動に何度か参加して、マルセル・ヤンコ、リヒャルト・ヒュルゼンベック、ゾフィー・トイバー＝アルプ、キャバレー・ヴォルテールに所属する他のダダイストたちと親交を深めた。1919年にはバーゼルを拠点とし、ヤンコ、アルプ、トイバー、アウグスト・ジャコメッティらが所属するグループ「新生活」にも参加した。このグループは社会主義的理想と構成主義的美学を組み合わせた、近代美術への教育的アプローチを支持していた。
グループは芸術宣言書で、資本主義の終焉に備えて「人間共同体を再建する」という理想を宣言した。同年、エッゲリングは同様のグループ「急進的芸術家」の共同設立者となった。これはノイエ・レーベン・グループのより政治的な部門である。この間、1918年にトリスタン・ツァラは彼をハンス・リヒターに紹介し、彼は彼と数年間親密に仕事をし、1919年に二人はスイスを離れてドイツに向かった。リヒターは後に「方法論と自発性という私たちの間の対照は、お互いの魅力を強めるだけだった...3年間、私たちは別々の戦線で戦ったが、並んで歩いた」と書いている。

### ベルリンでの生活
ドイツでの最初の滞在地はベルリンで、そこでラウル・ハウスマン、ハンナ・ヘッヒなどの芸術家と出会った。また、ここでダダ、バウハウス、構成主義と関係のある多くの芸術家が参加した急進的な政治グループ「ノーヴェンバーグループ」にも参加した。リヒターとともにクライン＝ケルツィヒに移った後、彼は「ピクチャーロール」を使った実験を続けた。これらの物体は、長い紙のロールに描かれた一連の絵で、長さは最大15メートルにもなる。左から右に「読む」ことになっていたため、これはすぐに動画動画を使った実験映画へと発展した。1920年、エッゲリングは約5000枚の画像を含む「ピクチャーロール」に基づいて、最初の映画「水平垂直メッセ」の制作を開始した。1921年、彼はリヒターとの共同作業を終了し、 「水平垂直メッセ」の作業を延期した。 1923年、エルナと共同で、幾何学的な形を切り抜いた一連の黒い紙から作られた、イメージ、リズム、動き、音楽を組み合わせた対角線交響曲の製作にも取り組んだ。

### 死
1925年エッゲリングは敗血症で亡くなった。

## ギャラリー

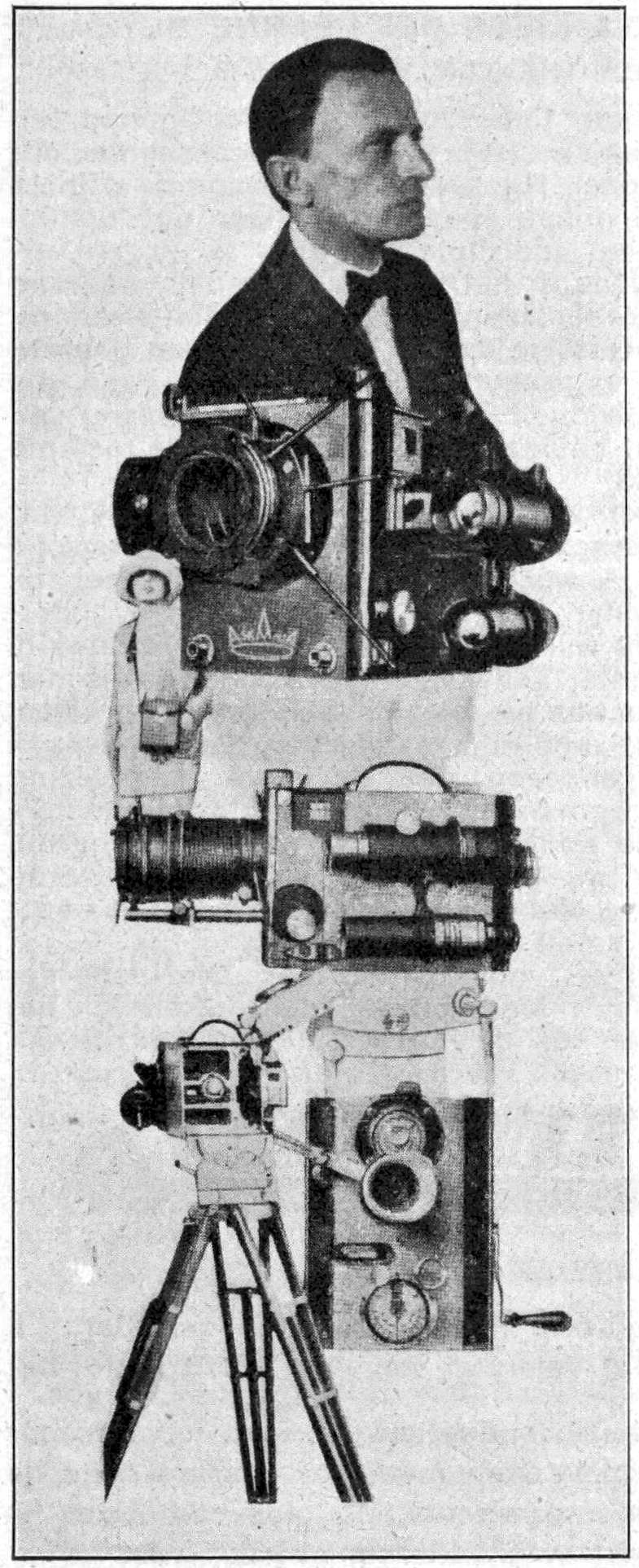
1924年
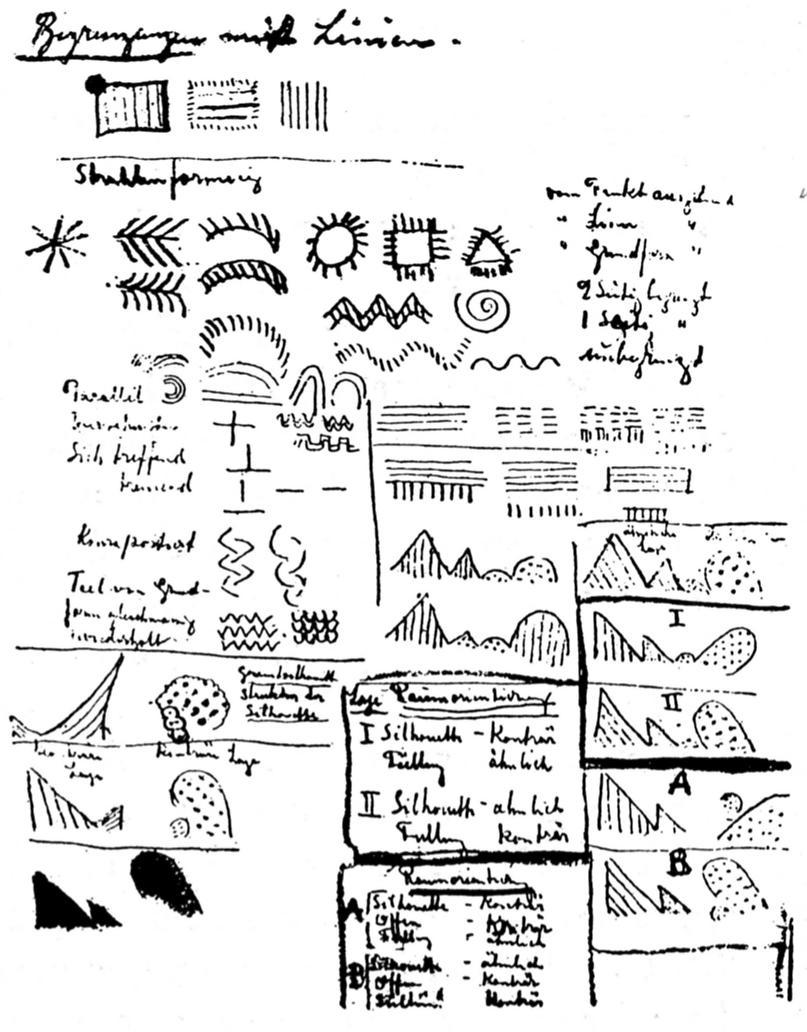
1918年の作品
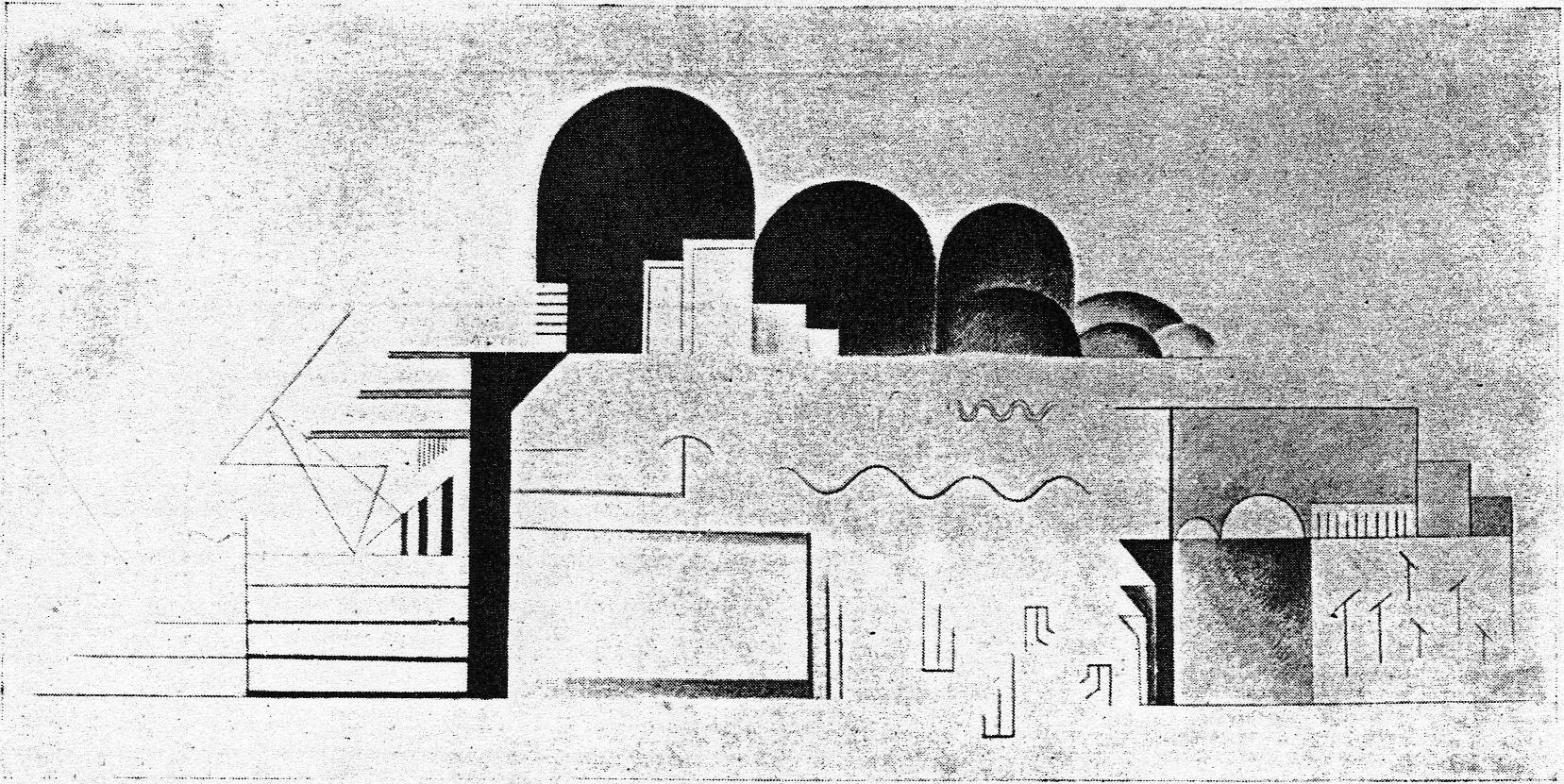
1921年の作品
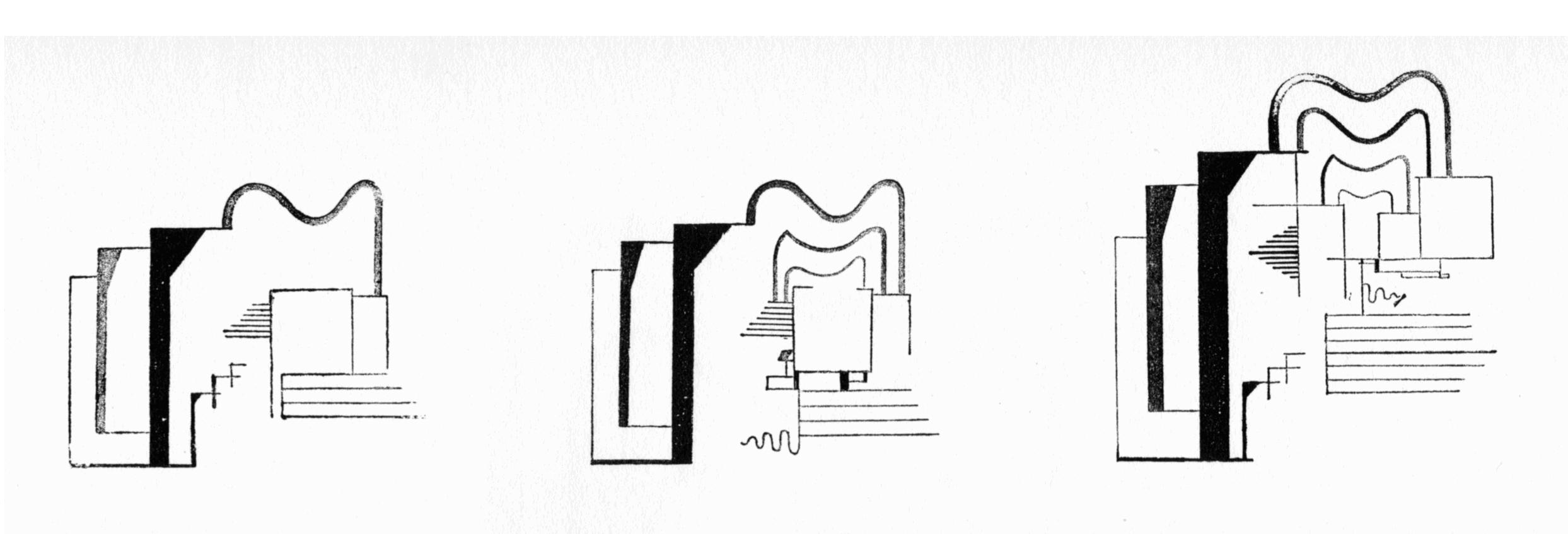
1921年の作品
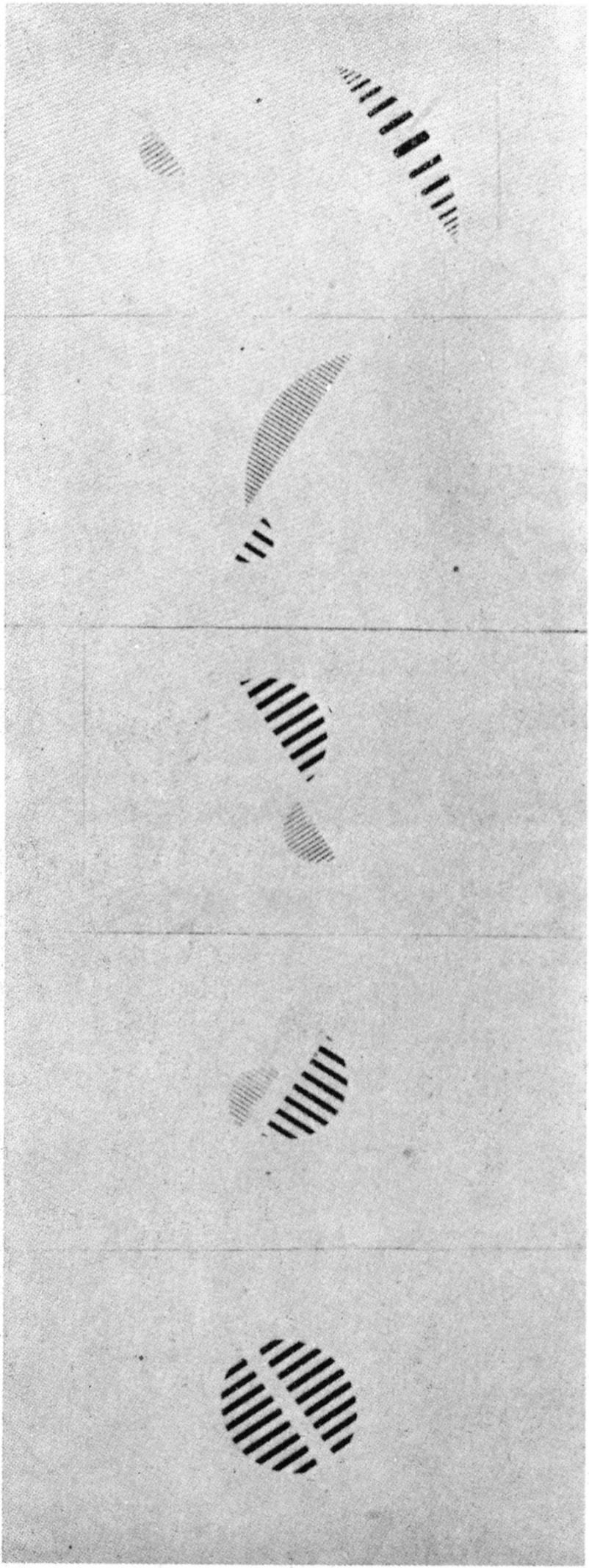
1923年の作品
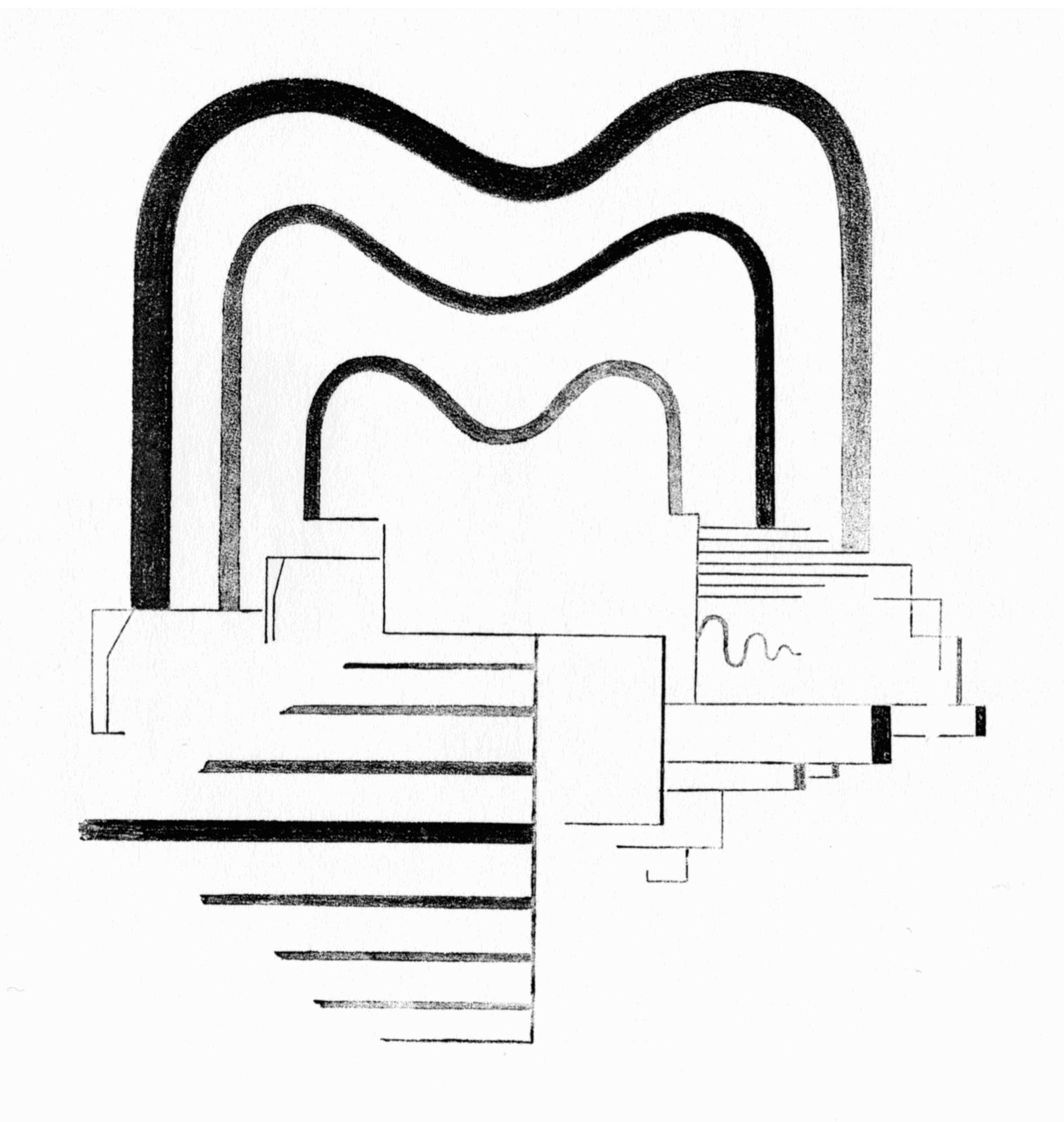
"Basse générale de la peinture. Extension" リトグラフ、1919年
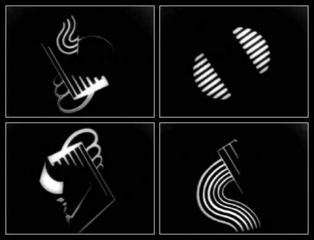
『Symphonie Diagonale』の一場面
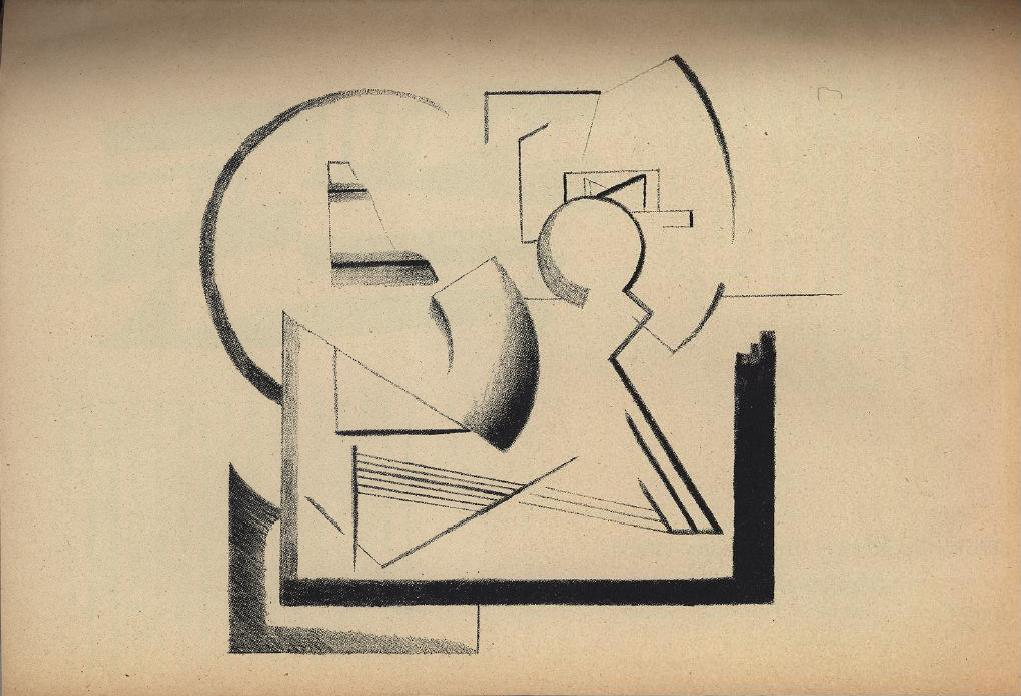
"Basse générale de la peinture. Extension" リトグラフ、1919年
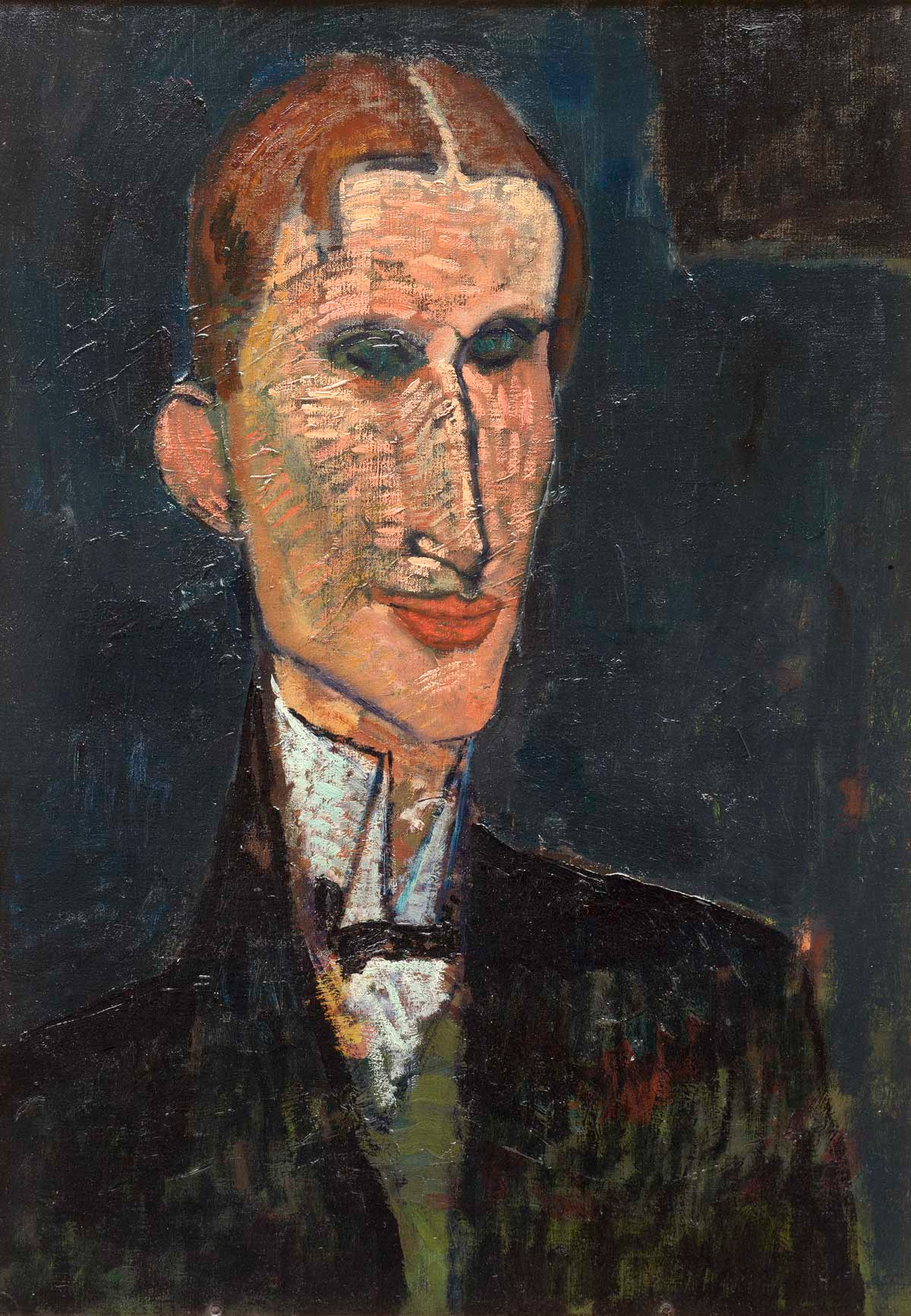
モディリアーニによる肖像画

彼はモノクロ作品のほかカラー作品も残した。

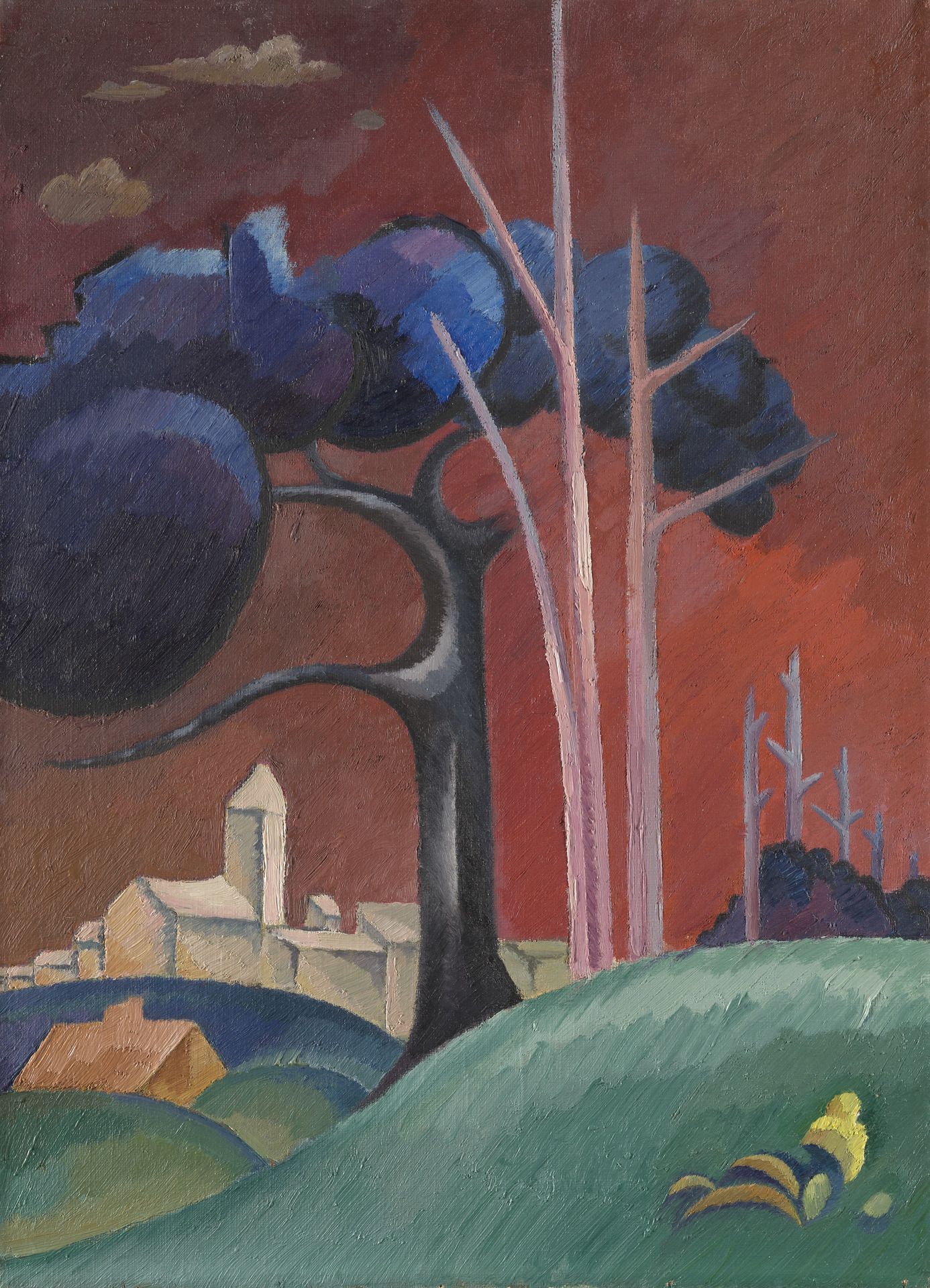
1963年の作品、イェール大学美術館蔵
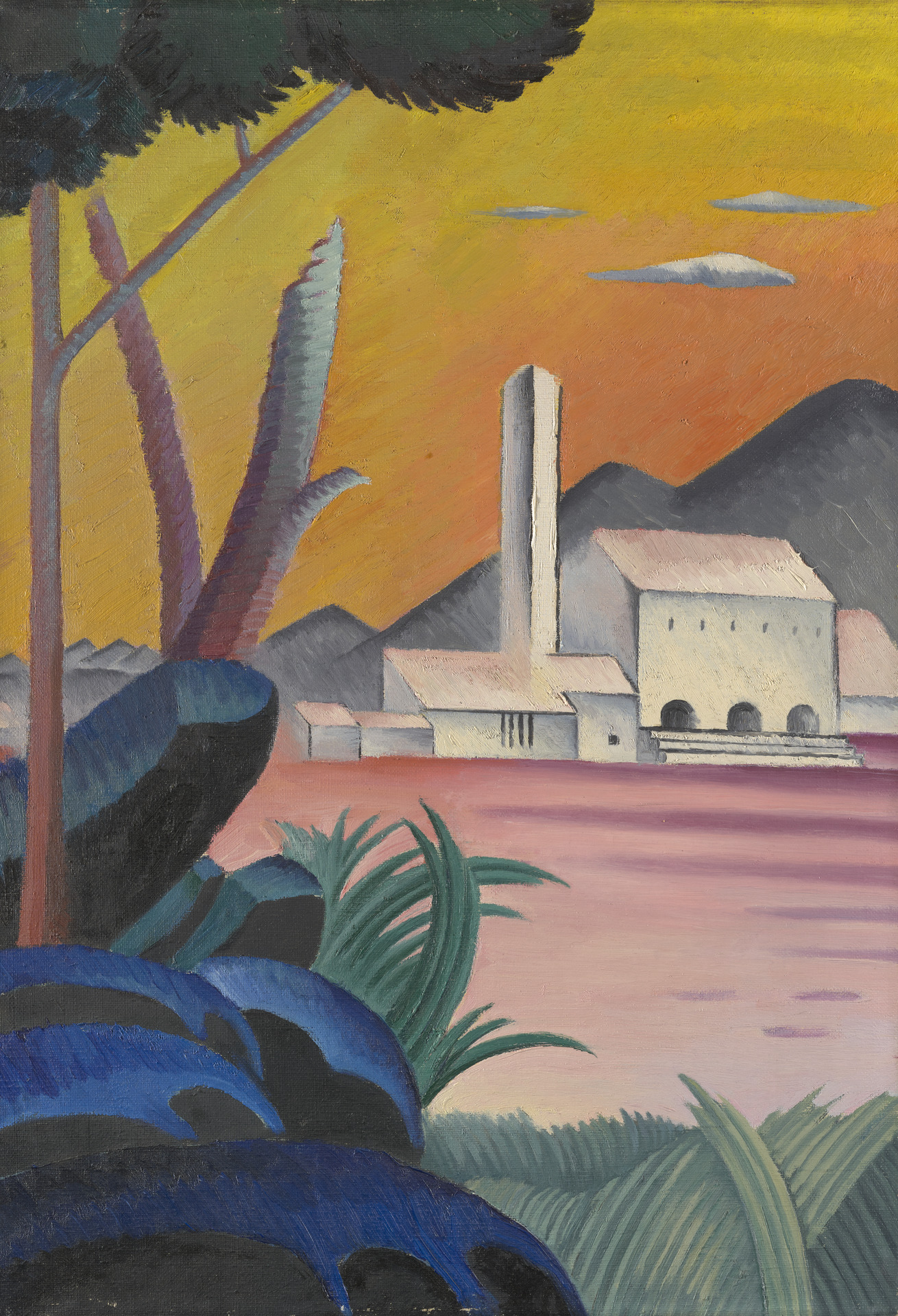
同じく1963年の作品、イェール大学美術館蔵